# 圣塞瓦斯蒂安市政厅

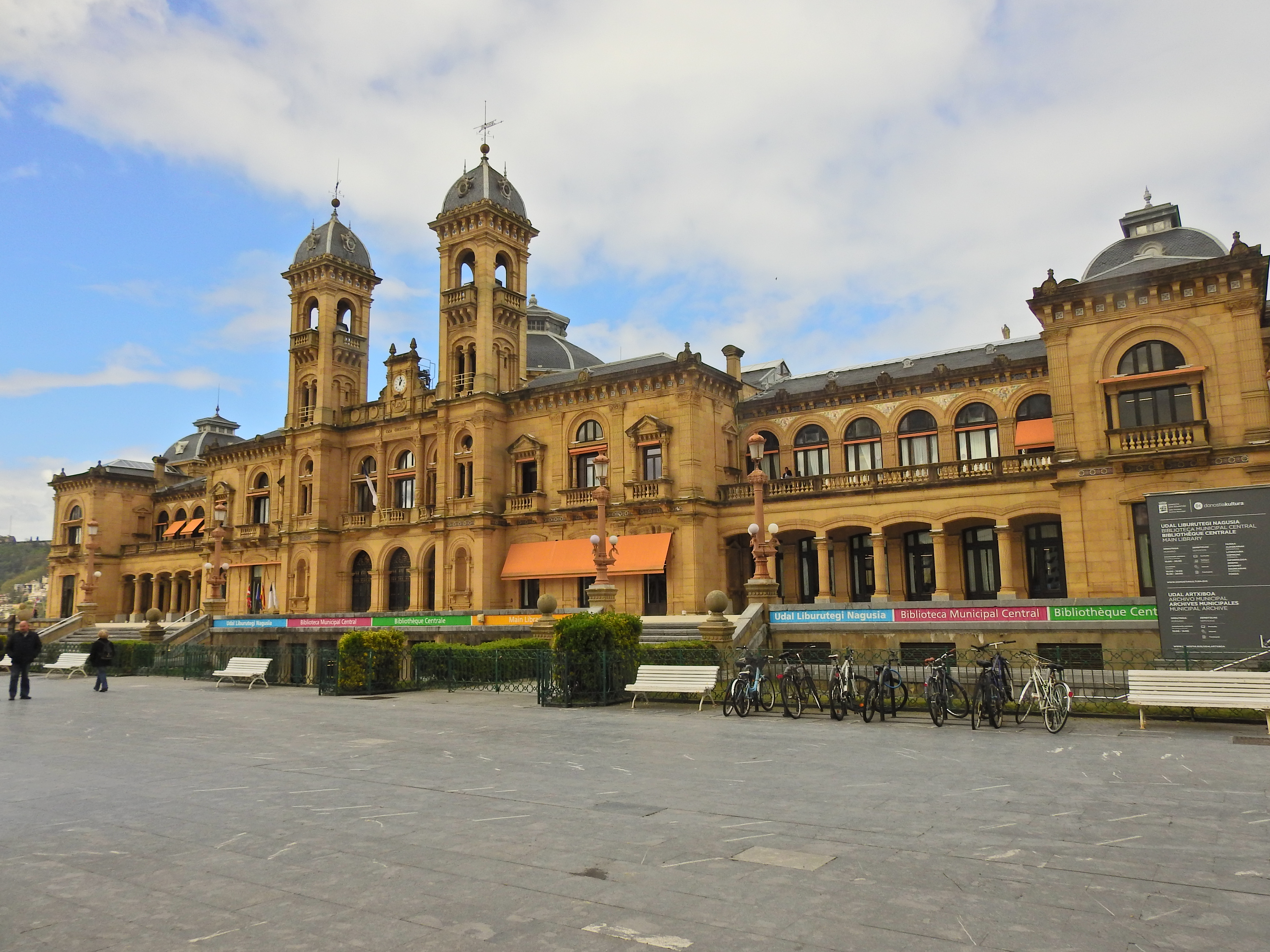
圣塞瓦斯蒂安市政厅

43°19′18″N 1°59′09″W / 43.32159°N 1.98578°W
圣塞瓦斯蒂安市政厅是西班牙巴斯克自治区城市圣塞瓦斯蒂安市议会的所在地，位于贝壳湾畔。
这座建筑兴建于1887年，毗邻皇家航海俱乐部，里面开设了大赌场。奥地利王后玛丽亚·克里斯蒂娜出席了开幕式。1924年，赌场被封。1928年4月14日，这座建筑改为旅游中心。
1945年1月20日，市议会迁入这座建筑物。建筑师Alday和阿里斯门迪在1943年进行了改建。此前，市政厅位于老城的宪法广场，现在的市图书馆。